# Joan Manuel del Pozo
Joan Manuel del Pozo Álvarez (La Roda de Andalucía, provincia de Sevilla, 13 de noviembre de 1948) es un profesor de Filosofía y político español. Vivió desde muy pequeño en Ribas de Freser y Ripoll y posteriormente en Figueras y Gerona. Estudió en Ripoll, Vic, Comillas y Barcelona.

## Actividad académica
Es doctor en Filosofía por la Universidad de Barcelona y profesor de Filosofía Antigua, de Filosofía Política y de Ética de la Comunicación en la Universidad de Gerona (desde 1987). Ha sido profesor de Instituto en Ripoll (1973-77) y catedrático en Figueras (1977-82), tutor de Humanidades en la Universidad Abierta de Cataluña (1996-06), vicerrector de Investigación y Transferencia del Conocimiento en la Universidad de Gerona (2000-02), miembro de la Junta Directiva de la Sociedad Catalana de Filosofía (2002-07) y miembro del Observatorio de Ética Aplicada a la Acción Social, Psicoeducativa y Sociosanitaria, del Campus Arnau d'Escala (desde 2004). Síndico o Defensor Universitario de la Universidad de Gerona (desde 2014).
En filosofía antigua ha traducido al catalán para la Fundación Bernat Metge las obras de Cicerón De natura deorum (1988: vol. I, y 2003: vol. II), De re publica (2006) y Paradoxa Stoicorum (2013) y ha publicado la monografía Cicerón: conocimiento y política, Centro de Estudios Constitucionales, Madrid, 1993 y diversos artículos sobre el mismo autor. Algunas de les publicaciones en filosofía social y política son: "Libertades en equilibrio en una sociedad democrática", Sistema, núm. 103, julio de 1991, págs. 67-88, la colaboración en el libro Ética laica y sociedad pluralista, Madrid, Ed. Popular, 1993, “Valors en canvi per a una societat nova”, FRC-Fundació Rafael Campalans, n.1, oct. 2000, págs. 72-83, el libro conjunto con Aliou Diao, El blanc i el negre: un diàleg a fons sobre immigració, drets i ciutadania, editado por GRAMC-Gerona, 2003, "Política i valors", FRC-Revista de Debat Polític, núm 15, Primavera 2008, págs. 24-29 o la Introducción, traducción directa del latín al catalán y notas de la Utopía de Tomás Moro, Gerona, Ed. Accent, 2009. Es autor de Educacionari. Una invitació a pensar i sentir l'educació a través de seixanta conceptes, Ed. 62, 2014.
Como conferenciante, mantiene una intensa actividad en Esapña y en diversos países. La parte más significativa de sus conferencias versa sobre educación, ciudades educadoras, ética y valores, universidad e investigación, oratoria o filosofía antigua y filosofía política. Algunas de las publicaciones y de las conferencias que han sido redactadas previamente o transcritas a partir de grabaciones, se pueden encontrar reproducidas en su página web.

## Actividad política
En las elecciones generales de 1982 fue elegido diputado del Partido Socialista de Cataluña (PSC) al Congreso de los Diputados por la provincia de Gerona. Fue reelegido en las elecciones generales de 1986, 1989 y 1993. Formó parte de la Comisión Constitucional, donde se ocupó de temas de derechos fundamentales y libertades públicas como la objeción de conciencia al servicio militar —fue ponente de la Ley 48/84 de Objeción de Conciencia y la Prestación Social Sustitutoria—, libertad de expresión, sectas —fue presidente de la Comisión de Estudio de las Sectas en España en 1988-89— y portavoz del Grupo Socialista en la Comisión Mixta Congreso-Senado de Investigación Científica y Desarrollo Tecnológico, encargada de aprobar y seguir el despliegue de los Planes Nacionales de I+D derivados de la Ley de la Ciencia.
En 1995 fue elegido concejal del PSC en el Ayuntamiento de Gerona y reelegido en los mandatos de 1999 y 2003. Fue primer Teniente de Alcalde y ejerció responsabilidades en Participación, Educación y Cooperación. Participó en el Pacto Nacional para la Educación de la Generalidad de Cataluña como coordinador del ámbito de Corresponsabilidad de los Ayuntamientos en la Educación (2004-05). Fue miembro del Consejo Escolar de Cataluña y presidente de su Comisión de Programación (2005-06). En mayo de 2006 fue nombrado por el presidente Pasqual Maragall consejero de Educación y Universidades de la Generalidad de Cataluña, cargo que ejerció hasta la formación del nuevo gobierno a finales de noviembre del mismo año. Fue elegido diputado al Parlamento de Cataluña y presidió su Comisión de Cooperación (2006-08). Consejero del Consejo de Gobierno de la Corporación Catalana de Medios Audiovisuales (2008-12).